# Cycloptiloides riveti
Cycloptiloides riveti is een rechtvleugelig insect uit de familie Mogoplistidae. De wetenschappelijke naam van deze soort is voor het eerst geldig gepubliceerd in 1913 door Lucien Chopard.